# 马拉诺-迪瓦尔波利切拉
马拉诺-迪瓦尔波利切拉（義大利語：Marano di Valpolicella），是意大利威尼托大区维罗纳省的一个市镇。总面积18.64平方公里，人口3125人，人口密度167.7人/平方公里（2009年）。国家统计（ISTAT）代码为023046。

## 友好城市
- 德国阿彭海姆 2003年